# (39415) Janeausten
(39415) Janeausten (4231 T-1) – planetoida z pasa głównego asteroid okrążająca Słońce w ciągu 7,81 lat w średniej odległości 3,93 j.a. Odkryta 26 marca 1971 roku.